# Eleição municipal do Recife em 1963
A eleição municipal do Recife em 1963 ocorreu em 18 de Agosto de 1963. O prefeito era Liberato da Costa Júnior, do PST, que terminaria seu mandato em 8 de Abril de 1963. Pelópidas da Silveira, do PSB, foi eleito prefeito do Recife.
| Partido | Partido | Candidato             | Votos   | Votos (%) |
| ------- | ------- | --------------------- | ------- | --------- |
|         | PSB     | Pelópidas da Silveira | 93,623  | 52,16%    |
|         | PDC     | Lael Feijó            | 85,874  | 47,84%    |
| Totais  | Totais  | Totais                | 179,497 |           |